# The Zimmers
The Zimmers is een Britse band, die geheel bestaat uit senioren. De leadzanger, Alf Carretta, is 90 en het oudste bandlid, Buster, is 100.
De band is opgericht als een onderdeel van een BBC TV documentaire, welke voor het eerst is uitgezonden op 28 mei 2007. De naam The Zimmers verwijst naar het Engelse woord "zimmer", wat looprek of rollator betekent.
The Zimmers hebben tot nu toe twee nummers uitgebracht, het nummer "My Generation" (28 mei 2007) en "Firestarter". "My Generation" is oorspronkelijk van de Britse rockband The Who. Het nummer is geproduceerd door Mike Hedges, de video door Geoff Wonfor. De opnames van "My Generation" en de bijbehorende videoclip vonden plaats in de legendarische Beatles Studio 2 aan Abbey Road. "Firestarter" is een nummer van The Prodigy uit 1996. In de video is Carretta verkleed als Keith Flint.

## Leden
Ongeveer 40 mensen zijn te zien en te horen in de videoclip van "My Generation", met een totale leeftijd van ongeveer 3000 jaar. Een kleine lijst van de mensen die meezingen in The Zimmers:
- Eric Whitty (69)
- Tim O'Donovan (81)
- Joan Bennett
- Barry Foy (69) (Drums)
- Alf Carretta (93) (Lead singer)
- Gillian (Deddie) Davies (69)
- Geriatric 1927, Peter Oakley (79)
- Buster Martin (103)
- John and Bubbles Tree
- Grace Cook (83)
- Charlotte Cox (84)
- Irene Samain
- Joanna Judge
- Jessie Thomason (85)
- Vera Welch (80)
- Ann Sherwin (79)

Ex leden / overleden
- Winifred Warburton (101)
- Alf Carretta (93) (Lead singer)